# Gold Coast Chargers
Les Gold Coast Chargers étaient une équipe australienne de rugby à XIII qui joua dans le New South Wales Rugby League premiership de 1988 à 1994, dans l'Australian Rugby League de 1995 à 1997 et dans la NRL en 1998. Le club joua d'abord sous le nom de Gold Coast-Tweed Giants, ensuite de Gold Coast Seagulls, et finalement de Gold Coast Chargers. En 2007, une équipe de Gold Coast intégra l'élite australienne, sous le nom de Gold Coast Titans.

## Histoire

Gold Coast-Tweed Giants
Gold Coast Seagulls
Gold Coast Chargers